# Конфедерация футбола Океании
Конфедерация футбола Океании (англ. Oceania Football Confederation (OFC)) — одна из шести континентальных конфедераций мирового футбола. Она контролирует и управляет развитием футбола в регионе, проводит квалификационные турниры среди стран-членов организации для участия в чемпионатах мира. Считается, что это самая слабая конфедерация: их самой сильной командой была Австралия, но она перешла в АФК в 2006 году. На октябрь 2021 года самая сильная сборная в ОФК — Новая Зеландия — занимала в рейтинге ФИФА 121-е место, следующая команда — Соломоновы Острова — 140-е, а некоторые сборные стабильно занимают одно из самых последних мест в рейтинге. Лучшее достижение команд ОФК на Чемпионате мира — это 1/8 финала Австралии в 2006 году.

## История
Конфедерация создана в 1966 году. Членами-основателями были Федерация Австралии, Новой Зеландии и Футбольная Ассоциация Фиджи. В 1996 году был установлен статус ОФК как полноценной конфедерации, и она получила право на место в комитете ФИФА.
В 1998 году ОФК представляет новую эмблему и создаёт официальное печатное издание под названием Волна.
24 мая 2004 года принят двенадцатый член конфедерации — Федерация футбола Новой Каледонии. А 1 января 2006 года Австралия покинула состав конфедерации, чтобы присоединиться к Азиатской.
Из федераций, ныне входящих в ОФК, только Новая Зеландия участвовала в чемпионатах мира 1982 и 2010 годов. Причем в 2010 году новозеландцы добились любопытного достижения — стали единственной командой на чемпионате мира, которая никому не проиграла, но при этом не смогла преодолеть групповой этап. Бывший член конфедерации Австралия участвовала дважды, но второй раз в 2006 году состоялся, когда Австралия была членом АФК, хотя в отборочном турнире выступала ещё в зоне Океании.
С 1996 года ОФК один раз в два года проводит региональное первенство. Кроме этого, организует клубный турнир, победитель которого участвует в Клубном чемпионате мира.

## Члены ОФК
| Страна               | Сборные | Федерация                                  | Чемпионат                          | Информация                            | Рейтинг ФИФА мужских сборных | Рейтинг ФИФА женских сборных | Участие в Чемпионатах мира среди мужских команд | Участие в Чемпионатах мира среди женских команд | Участие в Кубках наций ОФК среди мужских команд                    | Участие в Кубках наций ОФК среди женских команд                          |
| -------------------- | ------- | ------------------------------------------ | ---------------------------------- | ------------------------------------- | ---------------------------- | ---------------------------- | ----------------------------------------------- | ----------------------------------------------- | ------------------------------------------------------------------ | ------------------------------------------------------------------------ |
| Американское Самоа   | M / Ж   | Футбольная ассоциация Американского Самоа  | Высшая лига                        | создана в 1984, член ОФК с 2007       | 190                          | 141                          |                                                 |                                                 |                                                                    | 1 (1998)                                                                 |
| Вануату              | M / Ж   | Федерация футбола Вануату                  | Первый дивизион Вануату            | создана в 1934, член ОФК с 1988       | 163                          | 122                          |                                                 |                                                 | 8 (1973, 1980, 2000, 2002, 2004, 2008, 2012, 2016)                 | 1 (2010)                                                                 |
| Кирибати             | M / Ж   | Футбольная ассоциация Кирибати             | Национальный Чемпионат             | создана в 1980, член ОФК с 2007       | БР                           | БР                           |                                                 |                                                 |                                                                    |                                                                          |
| Острова Кука         | M / Ж   | Футбольная ассоциация Островов Кука        | Чемпионат Островов Кука по футболу | создана в 1971, член ОФК с 1994       | БР                           | БР                           |                                                 |                                                 | 2 (1998, 2000)                                                     |                                                                          |
| Новая Каледония      | M / Ж   | Футбольная ассоциация Новой Каледонии      | Супер Лига                         | создана в 1928, член ОФК с 2004       | 153                          | 101                          |                                                 |                                                 | 6 · ( 1973, 1980, 2002, 2008, 2012, 2016)                          | 1 (2018)                                                                 |
| Новая Зеландия       | M / Ж   | Футбольная ассоциация Новой Зеландии       | Национальная лига Новой Зеландии   | создана в 1891, основатель ОФК в 1966 | 110                          | 22                           | 3 (1982, 2010, 2026)                            | 5 (1991, 2007, 2011, 2015, 2019)                | 10 · ( 1973, 1980, 1996, 1998, 2000, 2002, 2004, 2008, 2012, 2016) | 11 · ( 1983, 1986, 1989, 1991, 1994, 1998, 2003, 2007, 2010, 2014, 2018) |
| Папуа — Новая Гвинея | M / Ж   | Футбольная ассоциация Папуа — Новой Гвинеи | Национальная Футбольная Лига       | создана в 1962, член ОФК с 1966       | 165                          | 49                           |                                                 |                                                 | 4 · (1980, 2002, 2012, 2016)                                       | 9 · (1989, 1991, 1994, 1998, 2003, 2007, 2010, 2014, 2018)               |
| Самоа                | M / Ж   | Футбольная федерация Самоа                 | Национальная Лига                  | создана в 1968, член ОФК с 1984       | 193                          | 109                          |                                                 |                                                 | 2 (2012, 2016)                                                     | 3 (1998, 2003, 2018)                                                     |
| Соломоновы Острова   | M / Ж   | Футбольная федерация Соломоновых Островов  | Телеком С-Лига                     | создана в 1978, член ОФК с 1988       | 141                          | 116                          |                                                 |                                                 | 7 · (1980, 1996, 2000, 2002, 2004, 2012, 2016)                     |                                                                          |
| Таити                | M / Ж   | Таитянская федерация футбола               | Лига 1 Вини                        | создана в 1989, член ОФК с 1990       | 159                          | 104                          |                                                 |                                                 | 10 · ( 1973, 1980, 1996, 1998, 2000, 2002, 2004, 2008, 2012, 2016) | 2 (2010, 2018)                                                           |
| Тонга                | M / Ж   | Ассоциация футбола Тонги                   | Премьер дивизион                   | создана в 1965, член ОФК с 1994       | 199                          | 91                           |                                                 |                                                 |                                                                    | 4 · ( 2007, 2010, 2014, 2018)                                            |
| Тувалу               | M / Ж   | Футбольная ассоциация Тувалу               | Премьер-лига                       | создана в 1979, член ОФК с 2006       | БР                           | БР                           |                                                 |                                                 |                                                                    |                                                                          |
| Фиджи                | M / Ж   | Футбольная федерация Фиджи                 | Чемпионат Фиджи по футболу         | создана в 1961, основатель ОФК в 1966 | 161                          | 68                           |                                                 |                                                 | 8 · (1973, 1980, 1998, 2002, 2004, 2008, 2012, 2016)               | 4 · (1983, 1998, 2010, 2018)                                             |

## Бывшие члены ОФК
| Страна    | Годы членства | Примечание |
| --------- | ------------- | --- |
| Австралия | 1966—2006     | Являлась одним из членов-основателей Конфедерации футбола Океании в 1966 году, объединившего страны Океании. В 2006 году вступила в АФК с целью получения возможности проведения игр с более сильными командами и предоставления более равноправной конкуренции для членов ОФК. |

## Турниры
| Соревнование                                              | Год  | Чемпионы           | Титулов | Второе место         | Следующее соревнование |
| --------------------------------------------------------- | ---- | ------------------ | ------- | -------------------- | ---------------------- |
| Кубок наций ОФК                                           | 2016 | Новая Зеландия     | 5       | Папуа — Новая Гвинея | 2024                   |
| Кубок наций ОФК среди молодёжных команд                   | 2019 | Новая Зеландия     | 4       | Соломоновы Острова   | 2023                   |
| Кубок наций ОФК среди команд до 20 лет                    | 2018 | Новая Зеландия     | 7       | Таити                | 2022                   |
| Кубок наций ОФК среди команд до 16 лет                    | 2018 | Новая Зеландия     | 8       | Соломоновы Острова   | 2022                   |
| Кубок наций ОФК по мини-футболу                           | 2019 | Соломоновы Острова | 6       | Новая Зеландия       | 2022                   |
| Кубок наций ОФК по мини-футболу среди юношеских команд    | 2017 | Соломоновы Острова | 1       | Новая Зеландия       |                        |
| Чемпионат Океании по пляжному футболу                     | 2019 | Таити              | 2       | Соломоновы Острова   | 2021                   |
| Лига чемпионов ОФК                                        | 2019 | Иенген Спорт       | 1       | Мажента              |                        |
| Лига чемпионов ОФК по мини-футболу                        | 2019 | Кулайн             | 1       | АС ПТТ               | 2022                   |
| Кубок наций ОФК среди женщин                              | 2018 | Новая Зеландия     | 6       | Фиджи                | 2022                   |
| Женский кубок наций ОФК по футболу среди команд до 20 лет | 2019 | Новая Зеландия     | 7       | Новая Каледония      | 2022                   |
| Женский кубок наций ОФК по футболу среди команд до 16 лет | 2017 | Новая Зеландия     | 4       | Новая Каледония      | 2022                   |
| Лига чемпионов ОФК среди женщин                           |      |                    |         |                      |                        |

## Участие в мировых первенствах
Представители Океании четырежды выступали на чемпионатах мира: Новая Зеландия в 1982 и 2010, Австралия в 1974 и 2006. И только в 2006 году им удалось преодолеть групповой этап. 24 марта 2025 года Новая Зеландия смогла квалифицироваться на чемпионат мира по футболу 2026, квалифицировавшись на турнир в третий раз (пятый для представителей Океании).
ОФК — единственная конфедерация, не имеющая гарантированной квоты на чемпионат мира. В период с 1966 по 1982 годы отборочный турнир был совмещён с азиатским. С 1986 года, чтобы попасть на чемпионат мира, победителю отбора в Океании приходится встречаться в стыковых матчах с командой из другой конфедерации. В последний раз, когда был отбор на ЧМ-2022, этой командой стало Коста-Рика, занявшее четвёртое место в отборочном турнире в Южной Америке.
| Чемпионат | Прошедшие квалификацию | Примечания                                                                                    |
| --------- | ---------------------- | --------------------------------------------------------------------------------------------- |
| 1930-1962 | Нет                    | Команды Океании не участвовали                                                                |
| 1966      | Нет                    | Проводился совместно с азиатской квалификацией; Австралия проиграла КНДР                      |
| 1970      | Нет                    | Проводился совместно с азиатской квалификацией; Австралия проиграла Израилю                   |
| 1974      | Австралия              | Проводился совместно с азиатской квалификацией; Австралия выиграла у Республики Корея         |
| 1978      | Нет                    | Проводился совместно с азиатской квалификацией                                                |
| 1982      | Новая Зеландия         | Проводился совместно с азиатской квалификацией; Новая Зеландия выиграла у Китая               |
| 1986      | Нет                    | Австралия проиграла Шотландии в стыковых матчах                                               |
| 1990      | Нет                    | Израиль (игравший в зоне Океании по политическим мотивам) проиграл Колумбии в стыковых матчах |
| 1994      | Нет                    | Австралия выиграла у Канады, затем проиграла Аргентине в стыковых матчах                      |
| 1998      | Нет                    | Австралия проиграла Ирану в стыковых матчах                                                   |
| 2002      | Нет                    | Австралия проиграла Уругваю в стыковых матчах                                                 |
| 2006      | Австралия              | Австралия выиграла у Уругвая в стыковых матчах                                                |
| 2010      | Новая Зеландия         | Новая Зеландия выиграла у Бахрейна в стыковых матчах                                          |
| 2014      | Нет                    | Новая Зеландия проиграла Мексике в стыковых матчах                                            |
| 2018      | Нет                    | Новая Зеландия проиграла Перу в стыковых матчах                                               |
| 2022      | Нет                    | Новая Зеландия проиграла Коста-Рике в стыковых матчах                                         |
| 2026      | Новая Зеландия         | Новая Зеландия выиграла у Новой Каледонии в финале 3 раунда отборочного турнира               |

## Возможные члены
Ниже приведены независимые государства Океании, потенциально заинтересованные во вступлении в ОФК:
- Маршалловы острова
- Микронезия
- Науру
- Палау

А также зависимые территории региона:
- Ниуэ
- Уоллис и Футуна